# خندرن
خندرن (به هلندی: Genderen) یک منطقهٔ مسکونی در هلند است که در آل‌بورخ واقع شده‌است. خندرن ۱٬۷۲۲ نفر جمعیت دارد.